# Nikolaus Bleyer
Nikolaus Bleyer (Stolzenau, 2 februari 1591 - Lübeck, 3 mei 1658) was een Duitse violist en barokcomponist die vooral faam verwierf als viooldocent. Dankzij Bleyer groeide de stad Lübeck uit tot een belangrijk centrum voor vioolmuziek. 

## Levensloop
Bleyer werkte vanaf 1610 als violist aan het hof van het slot Gottorf. Hij maakte hier kennis met de Engelse violist William Brade, die van 1614 tot 1617 eveneens werkzaam was aan het hof. Bleyer volgde in deze periode vioollessen bij Brade.
In 1617 vertrok Bleyer naar het hof van graaf Ernst in de stad Bückeburg. Hij leerde hier de Engelse muziekuitgever en componist Thomas Simpson kennen. In 1617 nam Simpson een compositie van Bleyer op in een van zijn muziekalbums en gaf deze compositie de naam Bleyers Armbandt. Vier jaar later publiceerde hij nog eens zes composities van Bleyer.
Bleyer verhuisde in 1621 naar Lübeck waar hij een aanstelling kreeg als stadsmusicus. De stad schonk Bleyer op 1 mei 1623 het burgerrecht.
Dankzij Bleyer werd Lübeck een belangrijk centrum voor vioolmuziek. Hij bleef tot aan zijn dood een befaamde vioolleraar die van grote invloed was op de ontwikkeling van de vioolmuziek in Noord-Duitsland. Hij gaf onder andere les aan Paul Bruhns en Johann Gabriel Schütze. Vanaf 1655 gaf Bleyer les aan de violist Nathanael Schnittelbach, die niet alleen zijn leerling was maar ook zijn schoonzoon: op 11 december 1655 trouwde Schnittelbach namelijk met een dochter van Bleyer. Schnittelbach nam na het overlijden van Bleyer diens rol als viooldocent over en zou de laatste vertegenwoordiger zijn van de befaamde Lübeckse vioolschool.

## Werken
Bleyer was beïnvloed door de Engelse muziekstijl en was een schakel tussen de Engelse vioolpraktijk en de Noord-Duitse muziekcultuur.
Hieronder volgt een selectie van zijn composities:
- Bleyers Armbandt (1617)
- Zes composities voor vier instrumenten en continuo (1621)
- Erster Theil Newer Paduanen, Galliarden, Balletten, Mascaraden und Couranten (Hamburg, 1628)
- Erster Theil Newer Pavanen, Galliarden, Canzonen, Synfonien, Balletten, Volten, Couranten und Sarabanden (Lübeck/Leipzig, 1642), bundel met 43 composities voor vijf instrumenten en continuo.
- English Mars (1650), vijf variaties voor viool.
- O süsser, o freundlicher Herr Jesu Christ, cantate voor drie zangstemmen, twee violen en continuo.